# 巴尔马拉
巴尔马拉，是西班牙卡斯蒂利亚-莱昂布尔戈斯省的一个市镇。总面积17平方公里，总人口37人（2001年），人口密度2人/平方公里。